# I’m Not There. Gdzie indziej jestem
I’m Not There. Gdzie indziej jestem (także Bob Dylan: I’m Not There lub I’m Not There) – film z 2007 roku w reżyserii Todda Haynesa.

## Obsada
- Christian Bale – Bob Dylan; Pastor John; Jack
- Cate Blanchett – Bob Dylan; Jude
- Heath Ledger – Bob Dylan; Robbie
- Richard Gere – Bob Dylan; Billy
- Ben Whishaw – Arthur Rimbaud
- Bruce Greenwood − Keenan Jones; Garrett
- Michelle Williams − Coco Rivington
- Charlotte Gainsbourg − Claire
- Julianne Moore − Alice Fabian
- David Cross − Allen Ginsberg
- Kim Gordon − Carla Hendricks
- Richie Havens − Arvin
- Kris Kristofferson − Narrator (głos)

## Nagrody i wyróżnienia
- Oscary za rok 2007
  - Cate Blanchett – najlepsza aktorka drugoplanowa (nominacja)
- BAFTA 2007
  - Cate Blanchett – najlepsza aktorka drugoplanowa (nominacja)
- Camerimage 2007
  - Brązowa Żaba dla Edwarda Lachmana